# 舍泽勒 (安德尔省)
舍泽勒（法語：Chezelles，法語發音：[ʃəzɛl]）是法国安德尔省的一个市镇，位于该省中部略偏北，属于沙托鲁区。

## 地理
舍泽勒（46°53'24"N, 1°34'33"E）面积17.32 平方千米，位于法国中央-卢瓦尔河谷大区安德尔省，该省份为法国中部省份，北起卢瓦-谢尔省，西北接安德尔-卢瓦尔省，西南接维埃纳省，南至克勒兹省和上维埃纳省，东临谢尔省。
与舍泽勒接壤的市镇（或旧市镇、城区）包括：圣拉克唐桑、安德尔河畔维勒迪约、维勒贡日、维讷伊、圣莫尔。

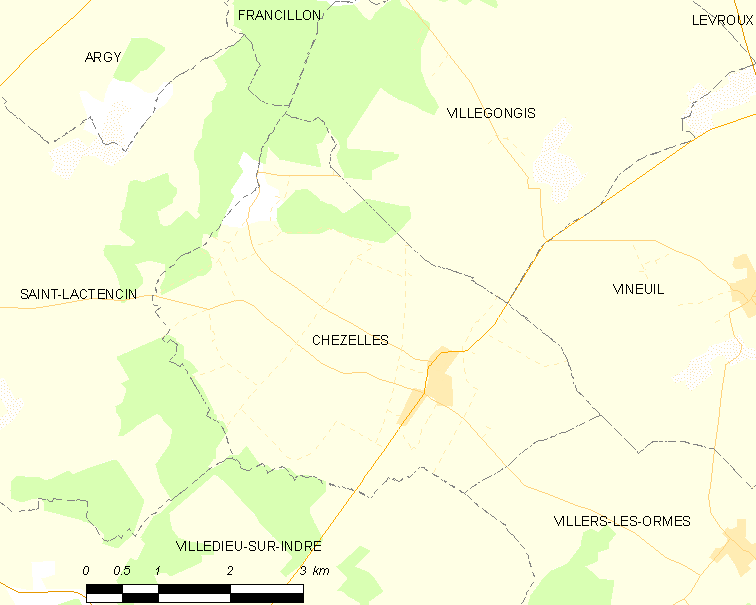
的OSM定位图

舍泽勒的时区为UTC+01:00、UTC+02:00（夏令时）。

## 行政
舍泽勒的邮政编码为36500，INSEE市镇编码为36050。

## 政治
舍泽勒所属的省级选区为比藏赛县。

## 人口

1962-2008年间人口变化图示

舍泽勒于2022年1月1日时的人口数量为451人。